# Elecciones generales de Santa Lucía de 1997
Elecciones generales tuverion lugar en Santa Lucía el 23 de mayo de 1997. El resultado fue una victoria para el Partido Laborista de Santa Lucía, el cual obtuvo dieciséis de diecisiete escaños. La participación electoral fue de 66,1%.

## Resultados
| Partido | Votos   | %    | Escaños | +/–   |
| --- | ------- | ---- | ------- | ----- |
| Partido Laborista de Santa Lucía                                                                                     | 44 153  | 61,3 | 16      | +8    |
| Partido Unido de los Trabajadores de Santa Lucía                                                                     | 26 325  | 36,6 | 1       | –8    |
| Independientes | 1 494   | 2,1  | 0       | Nuevo |
| Votos en blanco/nulos                                                                                                | 1 563   | –    | –       | –     |
| Total | 73 535  | 100  | 17      | 0     |
| Electores registrados/participación                                                                                  | 111 330 | 66,1 | –       | –     |
| Fuente: Nohlen IPU (enlace roto disponible en Internet Archive; véase el historial, la primera versión y la última). |         |      |         |       |